# Gustaw I Waza
Gustaw I Waza (ur. 12 maja 1496, zm. 29 września 1560 w Sztokholmie) – król Szwecji od 6 czerwca 1523, założyciel dynastii Wazów, ojciec królów Eryka XIV, Jana III Wazy i Karola IX Wazy. Zerwał unię kalmarską i wprowadził monarchię dziedziczną rozpoczynając tym samym budowę silnego państwa narodowego. Ogłosił przyjęcie przez Szwecję luteranizmu i przeprowadził reformę Kościoła. Powołał stałą armię narodową. Wprowadził Szwecję w epokę nowożytną. Za jego panowania ukształtowały się instytucje państwowe (rada królewska Riksråd, sejm stanowy Riksdag), a Szwecja stała się potęgą bałtycką i państwem liczącym się w Europie.
6 czerwca, rocznica wyboru Gustawa I na króla (1523) jest w Szwecji świętem narodowym i dniem wolnym od pracy.

## Życiorys
Gustaw Waza był szwedzkim możnym. W wyniku rozprawy z opozycją dokonanej w listopadzie 1520 przez króla Chrystiana II Oldenburga, ojciec Gustawa Wazy został skazany na śmierć (Krwawa łaźnia sztokholmska). W początkach 1521 stanął na czele powstania przeciw Duńczykom, którego głównymi siłami byli chłopi i górnicy z regionu Dalarna. Jeszcze w tym samym roku powstańcy odnieśli zwycięstwo w bitwie pod Västerås, a Gustaw Waza został wybrany na regenta Szwecji. 6 czerwca 1523 zgromadzenie stanów zwołane w Strängnäs ogłosiło Gustawa Wazę królem – ostatecznie zerwano unię kalmarską z Danią i Norwegią. W Danii bunt tamtejszej szlachty obalił Chrystiana II, a nowy król duński Fryderyk I uznał tytuł Gustawa.
W 1527 Gustaw I Waza, który zawdzięczał tron ruchowi ludowemu, zwołał do Västerås zjazd przedstawicieli wszystkich stanów, duchowieństwa, szlachty, mieszczaństwa, jak również wolnych chłopów. Ukształtował się w ten sposób specyficzny skład nowożytnego sejmu szwedzkiego. Ogłosił przyjęcie przez Szwecję luteranizmu i przeprowadził sekularyzację większości dóbr ziemskich Kościoła. Przejęcie licznych majątków znacznie wzmocniło pozycję Korony. W 1529 reformę religijną potwierdził synod szwedzkich dostojników kościelnych w Örebro. Głową Kościoła narodowego stał się król, który mianował swojego intendenta do spraw kościelnych.
W 1544 Gustaw I na sejmie w Västerås przeprowadził uchwałę o wprowadzeniu dziedziczności tronu i powołał stałą armię narodową w oparciu o dawną instytucję pospolitego ruszenia.
Gustaw Waza dbał także o rozwój ekonomiczny królestwa. Zawarł umowę handlową i sojusz polityczny z Francją (1542), popierał rozwój szwedzkiego górnictwa. W 1533 anulował przywileje kupców hanzeatyckich, co wywołało wojnę z Lubeką (1534–1535). Szwedzi zwyciężyli w sojuszu z Duńczykami i kupcy lubeccy musieli zrezygnować z przysługujących im monopoli.

## Rodzina
Był trzykrotnie żonaty. 24 września 1531 poślubił Katarzynę, córkę Magnusa I, księcia saskiego na Lauenburgu. Owdowiał 23 września 1535. Po raz drugi ożenił się 1 października 1536 z Małgorzatą Leijonhufvud. Druga żona Gustawa I zmarła 26 sierpnia 1551. Po raz trzeci ożenił się 22 sierpnia 1552. Trzecią żoną Gustawa została Katarzyna Stenbock.
Z pierwszą żoną miał jednego syna:
- Eryka (1533-1577), następcę Gustawa na szwedzkim tronie.

Druga żona urodziła mu 10 dzieci:
- Jan (1537–1592), książę Finlandii, król Szwecji
- Katarzyna (1539–1610), żona Edzarda II, księcia wschodniofryzyjskiego
- Cecylia (1540–1627), żona Krzysztofa II, margrabiego badeńskiego
- Magnus (1542–1595), książę Östergötlandu
- Karol (1544),
- Anna Maria (1545–1610), żona Jerzego Jana I, palatyna Veldenz,
- Sten (1546–1547),
- Zofia (1547–1611), żona Magnusa II, księcia saskiego na Lauenburgu
- Elżbieta (1549–1598), żona księcia Krzysztofa meklemburskiego
- Karol (1550–1611), książę Södermanlandu, król Szwecji.

Trzecie małżeństwo Gustawa było bezdzietne.